# 홍콩의 교통

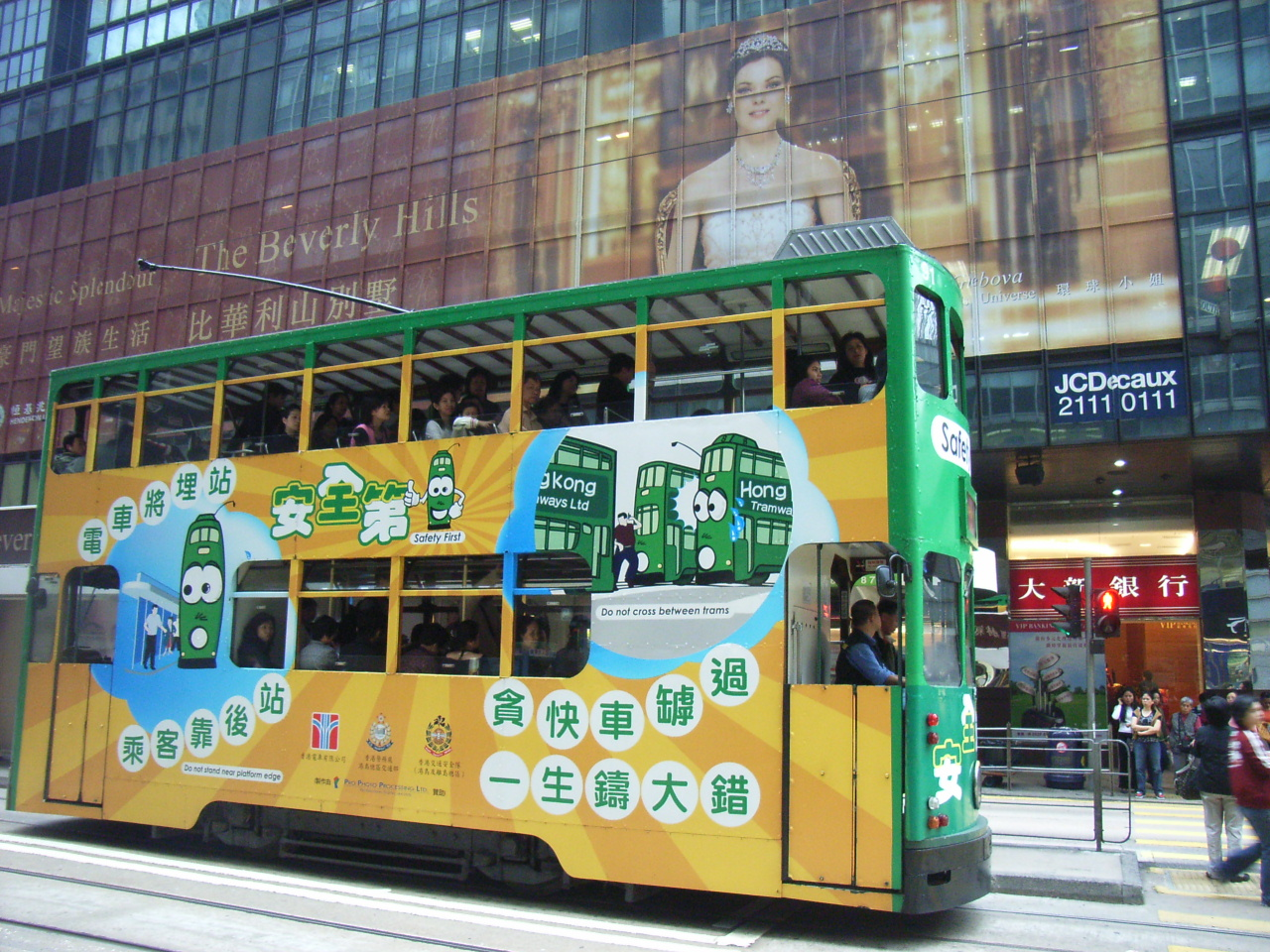
홍콩의 트램 시스템

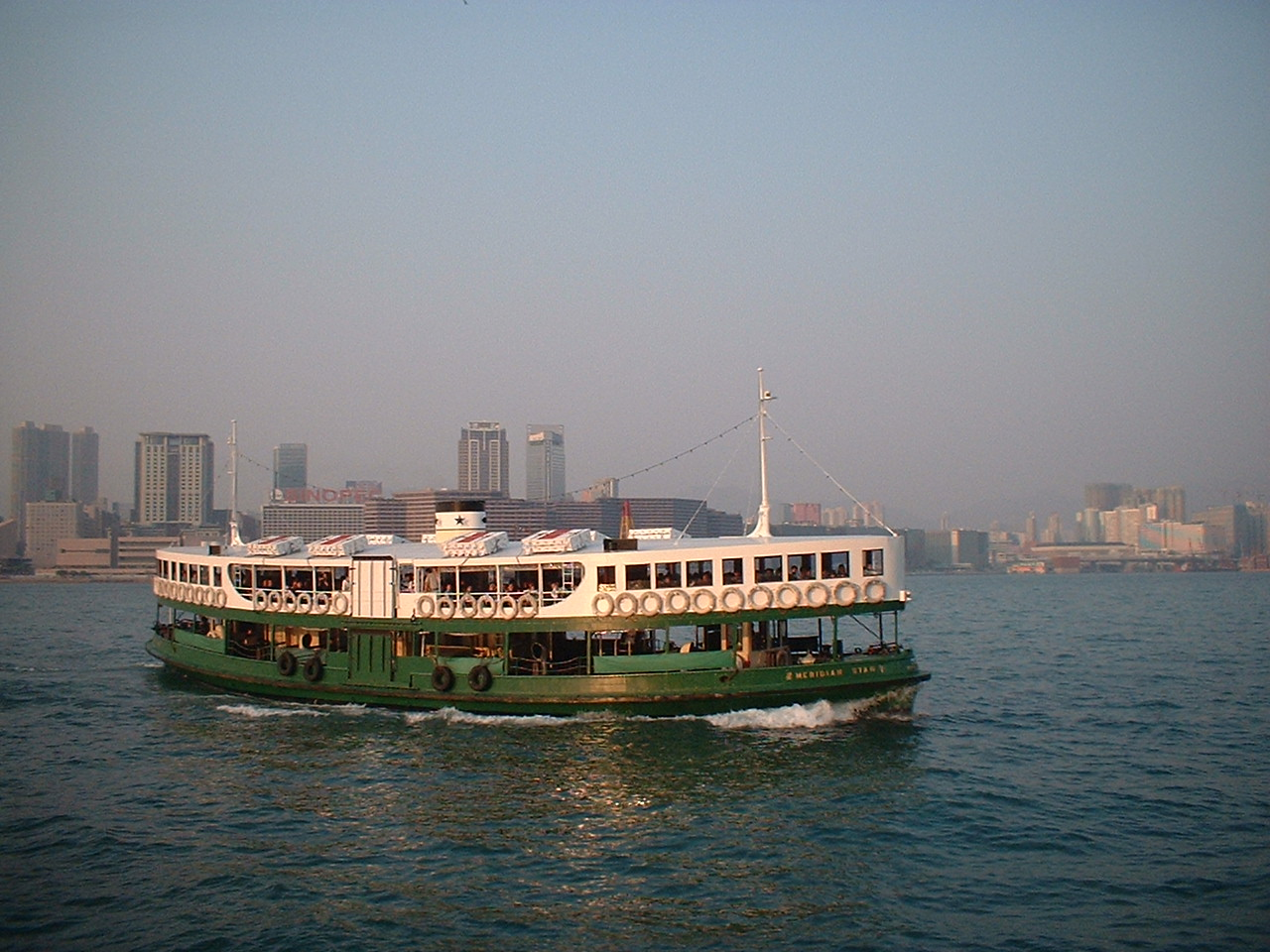
빅토리 항의 스타 페리

홍콩 교통은 공공교통・일반교통을 포함하여 매우 발전되어있으며 고도로 복잡하고 정교한 교통 네트워크를 가지고 있다. 옥토퍼스 카드는 선불충전식카드로 지하철, 철도, 버스, 미니버스, 스타페리 등 대부분의 교통수단에서 사용 가능하다.  이 카드는 가방이나 지갑에서 꺼낼 필요없이 단자에 갖다대기만 하면 된다. 또한 이 카드는 편의점에서나 자판기에서도 사용가능하다.

## 철도
홍콩에서는 홍콩섬의 케이블카와 노면전차를 제외하면 가우룽반도(九龍半島) 앞끝의 가우룽에서 중국 국경의 뤄후(羅湖)를 거쳐 중국 영토로 들어가는 광저우(廣州)  주룽철도(35km)가 있을 뿐이다. 이 철도선에서는 1949년 이래 정지되어 있었던 국제열차의 운행이 1979년 4월에 재개됨으로써 국경에서 갈아타기의 불편이 없어졌다.

## 트램
홍콩은 높고 가파른 지대가 많아 특별한 방식의 교통수단이 발달해 왔는데 그중 하나가 피크 트램이다. 이는 1888년 이후로 가파른 산을 오르도록 고안되어, 센트럴과 빅토리아 픽 사이를 운행하는 전차이다.

## MTR
홍콩은 대부분 도심구간에 MTR이 운영되고 있다. MTR은 지하철의 형태로 거의 홍콩 전역을 이동하고 있다. 1979년 10월에 최초로 개통되었다.

## 버스
이밖에 LRT로 산가이의 튄문과 윈롱을 연결하는 고속지상교통 시스템이 있다. 5개의 분리된 회사는 (KMB, Citybus, NWFB, Long Win & LNB)는 프렌차이즈 형식의 운영되며, 2층버스는 1949년에 홍콩에 도입되어, 현재는 싱가폴과 아일랜드의 더블린처럼 독점적으로 운영되고 있다. 하지만 1층버스는 적은 수용량과 적은수요로 남아있어 란터우섬에서 주로 이용되고 있다. 대부분의 버스들은 새벽1시까지 운행된다. 홍콩의 미니버스는 16인승으로 버스정류장, 주정차 금지구역을 제외한 전 지역에서 승하자하며, 녹색 버스는 회사운영이며, 빨간색의 버스는 개인이 운영하는 버스이다.

## 택시

붉은색 택시

녹색 택시

청색 택시

홍콩은 택시가 많아 이용량이 많은 편이며, 요금도 저렴한 편이다. 택시의 색으로 운행지역이 구분된다. 모든 택시는 공항을 경유하며, 붉은색 택시는 란타우섬 남부를 제외한 홍콩 전역을 운행하고, 녹색 택시는 신계지의 전 지역을 운행하며, 청색 택시는 란타우섬에서만 운행한다.
- ■ : 홍콩 전역(란타우 섬 남부 제외)
- ■ : 신계지 전역
- ■ : 란타우 섬

택시를 탈 때에는 앞좌석과 뒷좌석 모두 안전벨트를 의무적으로 착용하도록 되어 있다. 하지만 많은 이용자들이 이를 준수하지 않고 있으며, 택시기사 또한 요구하지 않는다. 홍콩의 택시기사들은 전방에 경찰이 보이면 그 때 바로 안전벨트를 차라고 승객들에게 요구하는 것으로 유명하다.

## 도로
홍콩의 주요 도로는 간선도로 10개 노선이 있으며 홍콩 6호 간선을 제외한 9개의 노선이 있으며, 홍콩 10호 간선은 중화인민공화국 광둥성 선전시 난산구의 서커우까지 연결된다.

## 페리
스타 페리는 운행시간이 대략 8분정도로 홍콩섬과 가우룽반도, 외곽섬까지 운항되는 저렴한 요금의 정기선이다. 십여 개의 부두에서 매 시간 주변 섬으로 출발하는 대형페리가 있고, 특히 홍콩 섬과 짐사저이를 연결해주는 스타페리가 있는데 홍콩을 관광하는 사람들에게 특히나 인기며, 홍콩 주민들도 스타 페리를 그들 도시의 가장 귀중한 문화적 아이콘으로 여긴다. 가우룽반도의 짐사저이와 훙함, 홍콩섬의 센트럴과 완자이에서 출발 가능하다. 마카오로 출발하는 페리 편은 홍콩 섬의 셩완의 홍콩-마카오 페리터미널에서 출발하는 페리가 있으며, 터보제트, 뉴 월드퍼스트 페리 등이 대표적이다. 페리에는 맨 앞의 구역은 여름동안에 에어컨이 틀어져있다.

## 항공
홍콩의 국제공항은 란터우섬에 있으며, 1998년 7월 6일에 개항하였고, 홍콩 국제공항이라고 불린다. 홍콩의 제1의 공항 카이탁 공항의 대안으로 설계되어 현재 수용능력만 시간당 54회이며, 취항 항공사 66개, 104개의 도시로 취항하고 있다. 도심에서는 홍콩역에서 가우룽역, 칭이역을 지나 공항까지 운행되는 AEL이 있고, 홍콩 전역 각지에서 출발하여 공항으로 오는 다수의 버스가 운행되고있다. 또한 해상의 공항페리가 있으며, 셔틀버스가 운행되고 있어 접근이 용이하다.
홍콩 공항버스는 홍콩 국제공항과 홍콩의 주요 명소 간에 운행되며. 대부분 큰 호텔 근처에 정차한다. 이른 시간부터 밤 늦은 시간까지 운행되어 이용하기 편리하다. 영국 교통법의 영향을 많이 받아 중국의 우측 주행과 달리 홍콩은 아직 좌측주행을 택하고 있다. 대략 517,000 정도의 자동차가 등록되어 있으며, 이중 64%는 개인차량 소유의 운전자들이다. 중국을 자동차로 여행할 때에는 꽈배기 형식으로 검문소가 마련되어 있다. 중국과는 달리 홍콩은 교통표지시스템이 영국의 것과 같은 시스템으로 운영되고 있다. 그래서 우회전이 중국의 좌회전과 같이 된다.

## 같이 보기
- 강주아오 대교
- 홍콩의 지역 목록